# 화매국민학교
화매국민학교는 경상북도 영양군 석보면 화매리 561-8에 있었던 초등학교이다.

## 연혁
- 1934년 4월 20일 화매간이학교 설립 인가
- 1934년 5월 12일 석보공립보통학교 화매간이학교(2년제 1학급) 개교
- 1936년 3월 20일 제1회 졸업식(남 21명)
- 1943년 4월 30일 화매공립국민학교 인가
- 1943년 5월 26일 화매공립국민학교 개교
- 1945년 9월 1일 화매국민학교 교명 변경
- 1949년 7월 20일 화매국민학교 제1회 졸업식(남 14, 여 5)
- 1950년 8월 1일 6·25전쟁에 따른 임시 휴교
- 1950년 9월 26일 재개교 및 6학급 편성
- 1970년 3월 1일 화매국민학교 삼의분교장 설립 인가
- 1971년 3월 2일 화매국민학교 삼의분교 개교
- 1971년 7월 1일 삼의분교장 요원국민학교 이관
- 1973년 3월 1일 화매국민학교 택전분교장 설립 인가
- 1973년 3월 5일 화매국민학교 택전분교 개교
- 1978년 3월 1일 13학급(본교 11학급, 택전분교 2학급) 편성
- 1980년 3월 1일 삼의분교장 편입[1]
- 1982년 3월 4일 병설유치원 개원
- 1991년 3월 1일 택전분교장 폐교 및 석보국민학교 통폐합
- 1993년 9월 1일 삼의분교장 폐교 및 본교 통폐합
- 1995년 9월 1일 폐교 및 석보국민학교 통폐합

## 동문
1. ↑  요원국민학교가 주남국민학교 분교장으로 격하 편입되며 재편입